# Fans (bok)
Denna artikel behandlar boken Fans. För andra betydelser, se Fans.
Fans; en bok om besatthet är en bok om hur det är att vara ett fan, skriven av Fredrik Strage och utgiven 2005. Den behandlar bland annat idoldyrkan som gått över i ett sjukligt beteende, så kallad stalking. I bokens berättas bland annat om Gert van der Graaf, som förföljde Agnetha Fältskog under många år, och vad fans till Michael Jackson och Westlife är kapabla att göra för sina idoler.
Orionteatern i Stockholm spelade 2007 pjäsen Fans, baserad på boken.